# Grammitis microglossa
Grammitis microglossa är en stensöteväxtart som först beskrevs av Carl Frederik Albert Christensen, och fick sitt nu gällande namn av Ren-Chang Ching. Grammitis microglossa ingår i släktet Grammitis och familjen Polypodiaceae. Inga underarter finns listade.